# Fabulous Histories
Fabulous Histories (más tarde conocido como The Story of the Robins), es el libro más popular de Sarah Trimmer. Originalmente publicado en 1786, permaneció en la imprenta hasta comienzos del siglo XX.

## Argumento
Fabulous Histories narra la historia de dos familias (una de  petirrojos y otra humana) que aprenden a vivir juntos agradablemente. Principalmente, los niños y los polluelos aprenden a adoptar la virtud y a evitar los vicios. Para Trimmer, un niño que es amable con los animales practicaría la "benevolencia universal" de adulto. Según Samuel Pickering, Jr., un historiador especializado en la literatura infantil del siglo XVIII, "en su descripción de las actitudes del siglo XVIII hacia los animales, Fabulous Histories de Trimmer fue el libro para niños más representativo del período".

## Temáticas
El texto incluye varias de las temáticas que más tarde estarían presentes en las obras de Trimmer, como su énfasis en retener las jerarquías sociales; como explica Tess Cosslett, una historiadora especializada en literatura infantil, "la noción de jerarquía presente en Fabulous Histories es relativamente estable y fija. Los padres están sobre los niños en cuestión de autoridad, y los humanos sobre los animales, en términos de poder y compasión: los más humildes deberían ser alimentados antes que los animales hambrientos, pero al relación jerárquica de los hombres y las mujeres no está definida tan claramente".
Moira Ferguson, una especialista en la literatura del siglo XVIII y XIX, ubica estas temáticas en un contexto histórico mayor, argumentando que "los temores de la autora y su clase sobre una revolución industrial en crecimiento y sus repercusiones son evidentes. Por lo tanto, el texto ataca la crueldad hacia los pájaros y los animales afirmando la agresividad británica en el extranjero. El texto opta por soluciones conservadoras: la de mantener el orden y los valores establecidos, la resignación y el cumplimiento de los humildes en sus hogares, y la expatriación para los extranjeros que no se integran con facilidad".

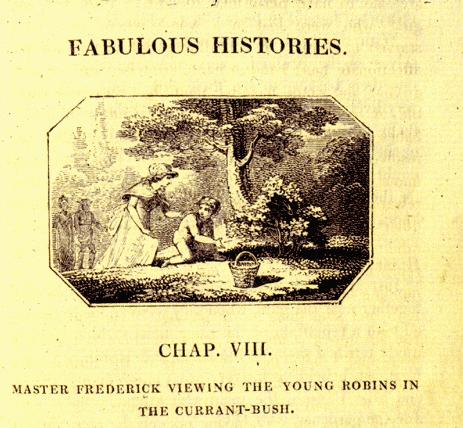
Una imagen del octavo capítulo en que se muestra a Frederick observando a los petirrojos.

Otra temática importante del texto es la racionalidad; Trimmer expresa el temor común del poder de la ficción en el prólogo, explicándoles a sus lectores que la fábula no es real y que en realidad los animales no hablan. Como muchos otros críticos sociales durante el siglo XVIII, Trimmer estaba preocupada por la potencia de la ficción y sus consecuencias negativas en los lectores jóvenes. Con el crecimiento de la novela y su lectura privada, hubo un gran temor de que los jóvenes (en especial las mujeres) pudiesen leer las historias atrevidas y arriesgadas sin el conocimiento de sus padres y, tal vez lo que es más preocupante, podrían interpretar los libros como quisiesen. Trimmer por lo tanto se refirió siempre al libro como Fabulous Histories (Historias fabulosas) y nunca como The Story of the Robins (La historia de los petirrojos) para enfatizar que no es real; incluso no permitió que el libro fuese ilustrado con dibujos de pájaros parlantes que sólo reforzarían la paradoja del libro (era ficción presentada como una historia). Yarde también ha especulado que los personajes del texto están basados en los conocidos y familiares de Trimmer.

## Recepción
En Language and Control in Children's Literature, Murray Knowles dice que Trimmer quería que el libro se utilizase con fines didácticos, lo cual era común en los libros para niños del siglo XVIII. Edward Salmon, en Juvenile Literature As It Is escrito casi cien años después, dijo que el libro "no tuvo ningún mérito inusual". También notó que "debería ser elogiado por sus sentimientos humanos".